# Щербаково (Казахстан)
Щербако́во (каз. Щербаков) — село у складі Алтинсаринського району Костанайської області Казахстану. Адміністративний центр сільського округу імені Маріям Хакімжанової.
Населення — 1784 особи (2021; 1766 у 2009, 2615 у 1999, 2755 у 1989).